# Julia Wannerová
Julia Wannerová (* 8. prosince 1987) je německá atletka, výškařka.
Jejím největším úspěchem je bronzová medaile, kterou vybojovala v roce 2009 na světové letní univerziádě v Bělehradě. V témže roce se podělila se Švédkou Ebbou Jungmarkovou na Mistrovství Evropy do 22 let v litevském Kaunasu o 5. místo. Jejím trenérem je Günter Eisinger, který trénuje již od roku 2003 Ariane Friedrichovou.

## Osobní rekordy
- hala – 189 cm – 2. únor 2011, Dessau
- venku – 193 cm – 24. květen 2009, Garbsen